# シェンコン国際車いすマラソン
シェンコン国際車いすマラソン（しぇんこんこくさいくるまいすまらそん,英語:International Wheelchair Marathon Schenkon,独語:Internationaler Rollstuhlmarathon Schenkon）は1986年から毎偶数年の5月下旬に、スイスのシェンコンにあるゼンパッハ湖周回コースで開催されている車いすマラソン大会である。

## 近年の優勝者
- 2012年　マルセル・フグ（スイス）  1:30.53
- 2010年　マルセル・フグ（スイス）  1:30.50
- 2008年　Roger Puigbo Verdaguer　（スペイン）1:27.36
- 2006年　エレンスト・ヴァン・ダイク （南アフリカ）1:28.38

## 大会の名称について
- 2010年大会の正式名称：”13th International Wheelchair Marathon Schenkon 2010”
- 開催地：シェンコン　“Schenkon Switzerland”
- コース：ゼンパッハ湖周回コース　“lake sempach circuit”

- かつては「ゼンパッハ湖周回国際車いすマラソン大会」と訳されることが多かったが、IPCが略称する場合は、”Schenkon Switzerland”である。ボストンやベルリンなど、マラソン大会は開催地名で略称されることが多く、大分国際車いすマラソンも”Oita Japan”と略称されている。

- 1990年大会の名称（ドイツ語）

Internationaler Rollstuhlmarathon Schenkon
Rund um den Sempachersee
In schencon